# Lista över verk av Diego Velázquez
Detta är en lista över verk av Diego Velázquez. Velázquez var aktiv mellan cirka år 1617 till 1660. Under dessa över 40 år producerade han ett hundratal verk. Han var hovmålare hos Filip IV av Spanien. Hans målningar upptar ett brett spektrum av teman från porträtt, religion, mytologi till landskap. Han anses vara den mest begåvade spanska porträttmålaren under 1600-talet.
Hans verk finns i flera betydande museer men han är bäst representerad på Pradomuseet i Madrid och Kunsthistorisches Museum i Wien. Bland övriga museer kan nämnas National Gallery och Wallace Collection  i London samt Metropolitan Museum of Art i New York.
| Verk | Titel | Färdig                        | Dimensioner      | Museum                                       | Land           |
| ---- | --- | ----------------------------- | ---------------- | -------------------------------------------- | -------------- |
|      | La mulata ("Mulatten") | 1617                          | 56 × 118 cm      | National Gallery of Ireland (Dublin)         | Irland         |
|      | Almuerzo de campesinos ("Böndernas lunch") | 1618                          | 96 × 112 cm      | Szépmuvészeti Múzeum (Budapest)              | Ungern         |
|      | Vieja friendo huevos (ordagrant "Gammal kvinna som pocherar ägg", även kallad "Den gamla kokerskan") En bodegón (köks- eller värdshusscen med figurer och inslag av stilleben) med nära fotografisk realism, exempelvis med ägget och knivens skugga i skålen.                                                                             | 1618                          | 100,5 × 119,5 cm | National Gallery of Scotland (Edinburgh)     | Skottland      |
|      | El almuerzo ("Lunchen") | 1619                          | 108,5 × 102 cm   | Eremitaget (Sankt Petersburg)                | Ryssland       |
|      | La cena de Emaús ("Middagen i Emmaus") | 1620                          | 123,2 × 132,7 cm | Metropolitan Museum of Art (New York)        | USA            |
|      | El aguador de Sevilla ("Vattenförsäljaren i Sevilla"). Målningen donerades 1623 till Don Juan de Fonseca som var komminister hos kung Filip IV. I glaset skymtar ett fikon som kanske användes för att ge vattnet smak. På utsidan av den stora vattenbehållaren framträder i detalj droppar av vatten som rinner ner för sidorna.         | 1620                          | 106,7 x 81 cm    | Apsley House (London)                        | Storbritannien |
|      | Don Luis de Góngora ("Don Luis de Góngora") Denna målning var den enda som Velázquez målade på sin första resa till Madrid. Den blev mycket uppskattad och gjorde den unge målaren känd inom den högre samhällsklassen i Madrid. Góngora hade på målningen ursprungligen en lagerkrans men denna målades över vid ett senare, okänt datum. | 1622                          | 51 x 41 cm       | Museum of Fine Arts, Boston (Boston)         | USA            |
|      | Felipe IV (Filip IV) | färdig 1623, retuscherad 1628 | 198 × 101,7 cm   | Pradomuseet (Madrid)                         | Spanien        |
|      | Retrato del Conde-Duque de Olivares (Porträtt av Greve-hertig av Olivares) | 1624                          | 206 × 106 cm     | Museu de Arte de São Paulo (São Paulo)       | Brasilien      |
|      | Busto de Felipe IV con coraza (Bröstbild av Philip IV med rustning) | 1625-1628                     | 57 × 44 cm       | Pradomuseet (Madrid)                         | Spanien        |
|      | Retrato del infante Don Carlos (Porträtt av unge Don Carlos) | 1625                          |                  | Pradomuseet (Madrid)                         | Spanien        |
|      | Cabeza de Astado | 1626 - 1627                   | 66,5 × 52,5 cm   | Pradomuseet (Madrid)                         | Spanien        |
|      | Retrato de hombre joven (Porträtt av ung man) | 1629                          | 89,2 x 69,5 cm   | Alte Pinakothek (München)                    | Tyskland       |
|      | Los Borrachos eller El triunfo de Baco ("Dryckesbröderna" eller "Bacchus triumf") | 1629                          | 165,5 × 227,5 cm | Pradomuseet (Madrid)                         | Spanien        |
|      | La fragua de Vulcano ("Vulcanus smedja") | 1630                          | 223,5 × 290 cm   | Pradomuseet (Madrid)                         | Spanien        |
|      | La túnica de José ("Josefs tunika") | 1630                          | 223 × 250 cm     | El Escorial (45 km nordväst Madrid)          | Spanien        |
|      | Vista del jardín de la Villa Medicis en Roma (Vy över trädgården i Villa Medici i Rom) | 1630                          | 48,5 x 43 cm     | Pradomuseet (Madrid)                         | Spanien        |
|      | Vista del jardín de la Villa Médicis en Roma (Vy över trädgården i Villa Medici i Rom) | 1630                          | 44 x 38 cm       | Pradomuseet (Madrid)                         | Spanien        |
|      | Santa Rufina | 1630 - 1635                   |                  |                                              |                |
|      | Cristo en la Cruz (Kristus på korset) | 1631                          | 100 x 57 cm      | Pradomuseet (Madrid)                         | Spanien        |
|      | Doña Antonia de Ipeñarrieta y Galdós y su hijo don Luis | 1632                          | 205 × 115 cm     | Pradomuseet (Madrid)                         | Spanien        |
|      | Cristo crucificado (Kristus korsfäst) | 1632                          | 250 × 170 cm     | Pradomuseet (Madrid)                         | Spanien        |
|      | Felipe IV, cazador (Filip IV, jägaren) | 1633                          | 189 × 124,2 cm   | Pradomuseet (Madrid)                         | Spanien        |
|      | Felipe IV (Filip IV) | 1635                          | 199 x 135 cm     | National Gallery, London                     | Storbritannien |
|      | Felipe IV a caballo (Filip IV till häst) | 1635                          | 301 x 314 cm     | Pradomuseet (Madrid)                         | Spanien        |
|      | La rendición de Breda (Las lanzas) (Överlämnandet av Breda (lanserna)) | 1635                          | 307,5 × 370,5 cm | Pradomuseet (Madrid)                         | Spanien        |
|      | La dama del abanico (Damen med solfjädern) | 1635                          | 95 × 70 cm       | Wallace Collection (London)                  | Storbritannien |
|      | La costurera (Sömerskan) | 1636                          | 74 × 60 cm       | National Gallery of Art (Washington DC)      | USA            |
|      | Menipo | 1639                          | 178,2 × 93,5 cm  | Pradomuseet (Madrid)                         | Spanien        |
|      | Felipe IV (Filip IV) | 1642                          | 180 × 94 cm      | Pradomuseet (Madrid)                         | Spanien        |
|      | Francisco Lezcano, el Niño de Vallecas (Francisco Lezcano, Vallecas barn) | 1643                          | 107,4 × 83,4 cm  | Pradomuseet (Madrid)                         | Spanien        |
|      | Felipe IV en Fraga | juni 1644                     | 129,8 × 99,4 cm  | Frick Collection (New York)                  | USA            |
|      | La Venus del espejo (Venus med spegel) | omkring 1644                  | 122,5 × 177 cm   | National Gallery (London)                    | Storbritannien |
|      | Don Sebastián de Morra | 1645                          | 106,5 × 81,8 cm  | Pradomuseet (Madrid)                         | Spanien        |
|      | Juan de Pareja | julio de 1648-marzo de 1650   | 81,3 × 69,9 cm   | Metropolitan Museum of Art (New York)        | USA            |
|      | Inocencio X (Innocentius X) | 1650                          | 140 x 120 cm     | Palazzo Doria-Pamphili (Rom)                 | Italien        |
|      | La familia de Felipe IV (Las Meninas) (Hovdamerna - Las Meninas) | 1653                          | 318 × 276 cm     | Pradomuseet (Madrid)                         | Spanien        |
|      | Felipe IV (Filip IV) | 1655                          | 69 x 56 cm       | Pradomuseet (Madrid)                         | Spanien        |
|      | La infanta Margarita (Barnet Margarita) | 1655                          | 127 x 107 cm     | Kunsthistorisches Museum (Wien)              | Österrike      |
|      | La infanta doña Margarita de Austria (Barnet fröken Margarita av Österrike) | 1657                          | 212 × 147 cm     | Pradomuseet (Madrid)                         | Spanien        |
|      | Autorretrato (Självporträtt) | 1660                          | 45,8 × 38 cm     | Museo de Bellas Artes de Valencia (Valencia) | Spanien        |